# خنگان
خنگان (به لاتین: Khengan) یک منطقهٔ مسکونی در افغانستان است که در ولسوالی خواهان واقع شده‌است.